# Rupeni Caucaunibuca
Rupeni Caucaunibuca (Nabouwalu, 5 giugno 1980) è un ex rugbista a 15 figiano, giocava nei ruoli di ala e centro. Il suo soprannome era Bua bullet, derivato dalla provincia di Bua in cui è nato.
Ha iniziato la sua carriera professionistica nel 2001 nella franchigia neozelandese degli Auckland Blues prima di trasferirsi in Francia e giocare nello SU Agen (2003 - 2010) e allo Stade toulousain.

## Biografia
Riconosciuto come uno dei giocatori più rapidi e più spettacolari del mondo si è messo in luce durante la Coppa del Mondo di rugby in Australia nel 2003 marcando 3 mete. Dopo essere stato il miglior marcatore del campionato francese nel 2004-2005 (16 mete) e nel 2005-2006 (17 mete) con l'SU Agen ha poi conosciuto stagioni meno felici, marcate dai suoi continui ritardi e i suoi eccessi alimentari. Durante questo periodo è stato inoltre temporaneamente sospeso dalla nazionale figiana per aver rifiutato nel 2005 tre convocazioni (contro Samoa, Tonga e Nuova Zelanda) ed è incorso in una squalifica in seguito ad un controllo antidoping positivo alla cannabis.
In seguito a queste vicissitudini non è stato selezionato dalla squadra nazionale figiana per partecipare alla Coppa del Mondo di Rugby in Francia ed è stato licenziato dal suo club nel 2007 prima di essere reintegrato e poi liberato dal suo contratto nel Febbraio 2008.
Dopo un periodo di inattività viene di nuovo ingaggiato dall'SU Agen nel Novembre 2008 e tre mesi dopo prolunga il contratto fino al giugno 2011. Finisce la stagione con 13 mete segnate contribuendo alla promozione del club che era frattanto finito in Pro D2.
All'inizio della stagione 2010 raggiunge il club con varie settimane di ritardo rispetto agli inizi dell'allenamento e con un peso molto al di sopra della norma (128 kg contro i 110 della stagione passata) ed è di nuovo liberato dal suo contratto.
Ad Ottobre 2010 è stato ingaggiato dallo Stade Toulousain giocando sei partite e segnando quattro mete nella stagione di Top14 2010-2011.